# Mondercange
Mondercange (luxemburguès Monnerech, alemany Monnerich) és una comuna i vila a l'est de Luxemburg, que forma part del cantó d'Esch-sur-Alzette. Comprèn les viles de Mondercange, Bergem, Foetz i Pontpierre. Limita amb Bettembourg, Esch-sur-Alzette, Kayl, Leudelange, Sanem, Schifflange i Reckange-sur-Mess.
A la ciutat es troba l'estadi Municipal de Mondercange amb capacitat per a 3.300 espectadors i on juga l'equip de Football Club Mondercange.

## Població
| Nacionalitat   | Població | %      |
| -------------- | -------- | ------ |
| Luxemburguesos | 4.820    | 79,16% |
| Forasters      | 1.269    | 20,84% |
| - Portuguesos  | 231      | 3,79%  |
| - Francesos    | 257      | 4,22%  |
| - Italians     | 366      | 6,01%  |
| - Belgues      | 133      | 2,18%  |
| - Alemanys     | 93       | 1,53%  |
| - Iugoslaus    | 37       | 0,61%  |
| - Altres       | 152      | 2,50%  |

## Evolució demogràfica
| Any        | Població |
| ---------- | -------- |
| 15/02/2001 | 6.089    |
| 01/01/2002 | 6.099    |
| 01/01/2003 | 6.103    |
| 01/01/2004 | 6.090    |
| 01/01/2005 | 6.099    |